# Calvin T. Durgin

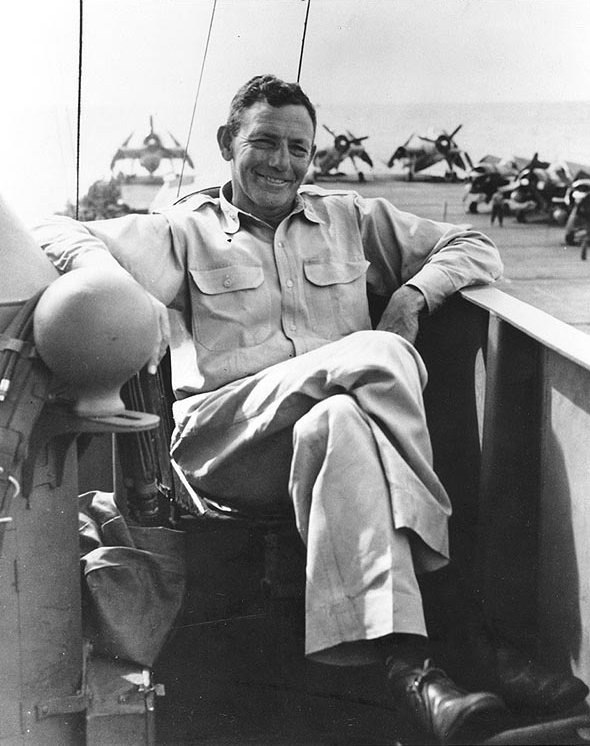
Calvin T. Durgin an Bord der Makin Island, 1944/45

Calvin Thornton Durgin (* 7. Januar 1893 in Palmyra, New Jersey; † 25. März 1965 in New York, New York) war ein Admiral der United States Navy während des Zweiten Weltkriegs.

## Leben
Calvin T. Durgin wurde am 7. Januar 1893 in Palmyra im US-Bundesstaat New Jersey als Sohn von Francis Durgin und Sara Boal geboren. Nach dem Besuch der Schule in seinem Geburtsort wurde er 1912 in die United States Naval Academy aufgenommen. Nach dem Abschluss der Naval Academy 1916 heiratete er Myrtle W. Fest, mit der er später drei Kinder hatte. Als junger Fähnrich diente Durgin auf dem Schlachtschiff USS Illinois.
Nach dem Ende der Operation Torch gehörte er zu einer Kommission, die die Einsatzmöglichkeiten von Geleitflugzeugträgern untersuchte. Sein erstes größeres Kommando nach der Beförderung zum Konteradmiral im Februar 1943 war die Task Group 27.7 während der Operation Dragoon im August 1944. Anschließend wurde er in den Pazifik versetzt, wo er als Kommandant der Task Group 77.4 an Bord der Makin Island (CVE-93) im  Januar 1945 für die Sicherung der Landung im Golf von Lingayen verantwortlich war. Als Task Group-Kommandant nahm er auch an der Schlacht um Iwo Jima und Okinawa teil. Nach dem Ende des Krieges war er in mehreren Landkommandos eingesetzt, ab dem 1. Mai 1949 im Rang eines Vizeadmirals. Die offizielle Beförderung auf diesen Rang erfolgte aber erst mit seinem Ausscheiden aus dem aktiven Dienst am 1. September 1951. Zuvor war er von März bis September 1951 Direktor des Board of Inspection and Survey.
Calvin T. Durgan starb am 25. März 1965 während eines Besuches der Metropolitan Opera in New York.